# 国家安全保障会議 (日本)
国家安全保障会議（こっかあんぜんほしょうかいぎ、英語: National Security Council、略称: NSC）は、日本の行政機関のひとつ。国家安全保障会議設置法に基づき、国家安全保障に関する重要事項および重大緊急事態への対処を審議するために内閣に置かれ、主任の大臣および議長は内閣総理大臣である。

## 概説

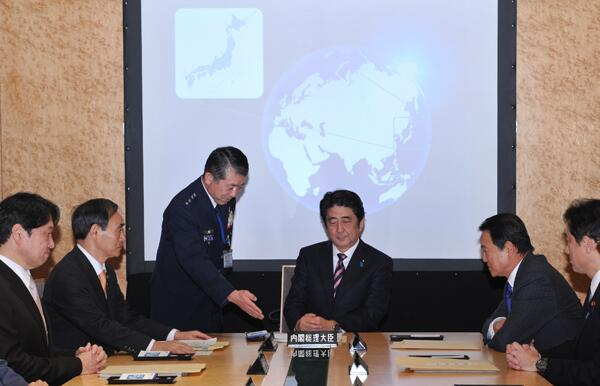
初めての国家安全保障会議（四大臣会合）（2013年12月）

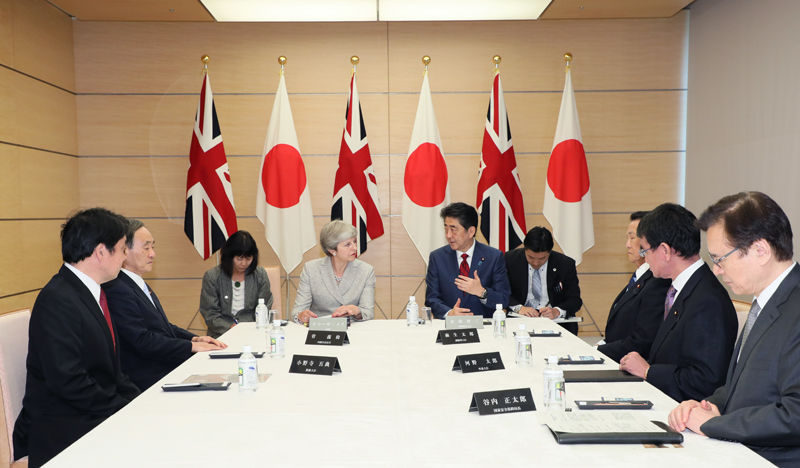
テリーザ・メイ英国首相との国家安全保障会議（四大臣会合）特別会合（2017年8月）

2014年（平成26年）に創設された国家安全保障会議および同会議の事務局である国家安全保障局は、実質的な首相官邸直属の政策立案部門として設置され、国家安全保障会議設置法に基づいて国家安全保障の重要事項を審議し、首相の政策決定や政治的決断を補佐する。
国家安全保障会議の司令塔となるのが首相、官房長官、外相、防衛相によって構成される「4大臣会合」である。この会議は月2回程度開催され、安全保障に関する政策を協議して対外政策の基本的な方向性を決定する。前身の安全保障会議と同じ構成の「9大臣会合」は必要に応じて開催され、多角的な観点から国防の指針や緊急時の対処といった安全保障の重要事項について審議する。参加者は4大臣に加えて副総理、総務大臣、財務大臣、経産大臣、国交大臣、国家公安委員長が加わる。さらに緊急事態の際に開かれ、総理と官房長官のほかに首相が定めた大臣が出席する「緊急事態大臣会合」がある。これらの会議には大臣のほか必要に応じ、総理大臣の許可を得たうえで統合幕僚長などの関係者を出席させることができる。

## 諮問事項
内閣総理大臣は以下のことについて国家安全保障会議に諮らなければならない。また、武力攻撃事態等又は存立危機事態、重要影響事態及び重大緊急事態に関し、特に緊急に対処する必要があるときは必要な措置について内閣総理大臣に建議することができる（同法2条）。
- 国防の基本方針
- 防衛計画の大綱
- 防衛計画に関連する産業等の調整計画の大綱
- 武力攻撃事態等[注釈 2] 又は存立危機事態への対処に関する基本的な方針
- 武力攻撃事態等又は存立危機事態への対処に関する重要事項
- 重要影響事態への対処に関する重要事項
- 自衛隊法第3条第2項第2号の自衛隊の活動に関する重要事項
- その他国防に関する重要事項
- 国家安全保障に関する外交政策及び防衛政策の基本方針並びにこれらの政策に関する重要事項
- その他国家安全保障に関する外交政策及び防衛政策の基本方針並びにこれらの政策に関する重要事項

## 組織

### 会議の構成

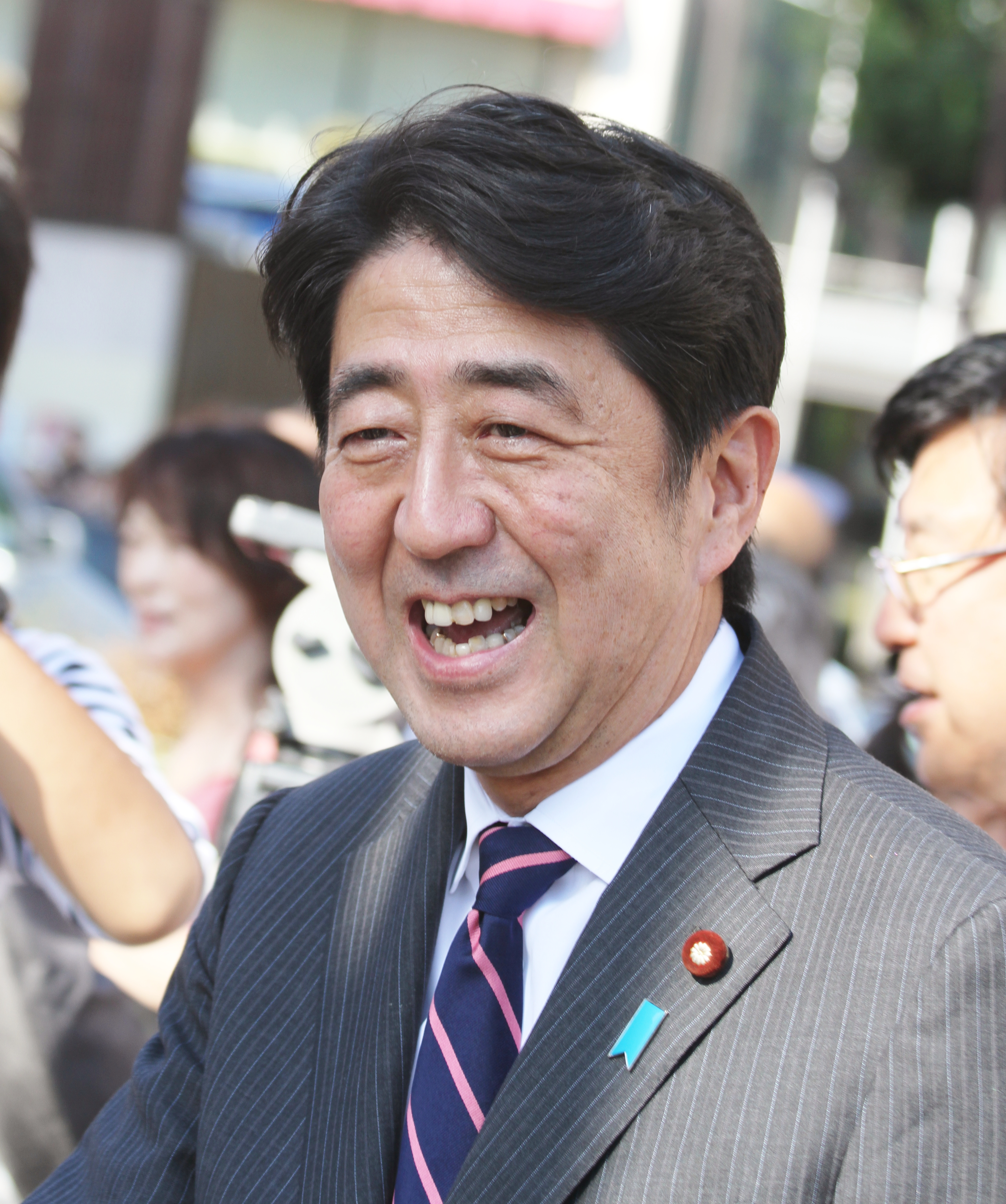
初代国家安全保障会議議長 安倍晋三

国家安全保障会議では、4大臣会合と緊急事態大臣会合が新設された。9大臣会合は前身の安全保障会議と同じ構成である。国家安全保障会議設置法3条の規定により、会議は議長と議員によって構成される。以下に9大臣会合の構成者を記し、このうち4大臣会合の構成者を太字で記す。
- 議長：内閣総理大臣

※内閣総理大臣が欠けたときは内閣総理大臣臨時代理が職務を代行する。
- 議員：内閣法第九条の第一順位指定大臣（副総理）、総務大臣、外務大臣、財務大臣、経済産業大臣、国土交通大臣、防衛大臣、内閣官房長官、国家公安委員会委員長

※議長は、必要があると認めるとき、その他の国務大臣を議案を限って臨時に議員として会議に参加させることができる。また、統合幕僚長などの自衛隊関係者を会議に出席させ、意見を述べさせることができる。これは、会議の議員としてではなく、あくまで関係者としての陪席であり、採決など会議の意志決定には参加できない。
- 幹事：議長と議員を補佐する者として設置されている。非常勤で、定数は10人以内。関係行政機関の職員のうちから、内閣が任命する。

### 事態対処専門委員会
国家安全保障会議を補佐する常設の組織で、武力攻撃事態等を含む緊急事態に際しての国家安全保障会議の審議機能を強化するために設置されている。前身の安全保障会議から引き続いて設置されているが、委員が一部異なる。
- 委員長：内閣官房長官
- 委員：内閣官房および関係行政機関の職員のうちから、内閣総理大臣が任命

内閣官房副長官（政務、事務）、内閣危機管理監、国家安全保障局長、国家安全保障局次長（（兼）内閣官房副長官補）、内閣情報官、内閣府政策統括官（防災担当）、内閣府政策統括官（原子力防災担当）、警察庁警備局長、総務省総合通信基盤局長、消防庁次長、法務省出入国在留管理庁次長、外務省総合外交政策局長、外務省北米局長、財務省大臣官房審議官、財務省関税局長、文部科学省大臣官房長、厚生労働省大臣官房危機管理・医務技術総括審議官、農林水産省消費・安全局長、経済産業省貿易経済協力局長、資源エネルギー庁次長、国土交通省大臣官房危機管理・運輸安全政策審議官、海上保安庁海上保安監、原子力規制庁次長、防衛省防衛政策局長、防衛省統合幕僚長、防衛省統合幕僚監部総括官

### 国家安全保障局

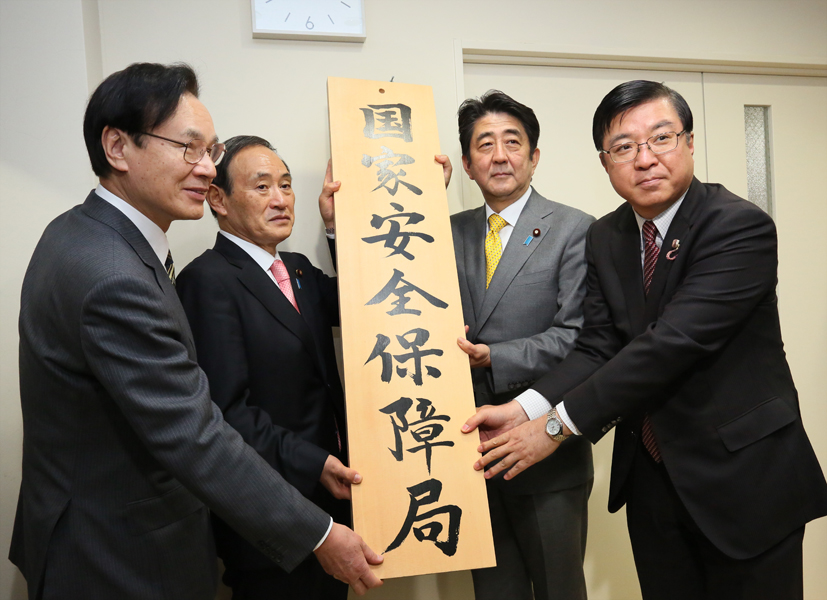
国家安全保障局の看板掛け（2014年1月7日）

国家安全保障会議を補佐するための事務局として内閣官房に置かれているのが国家安全保障局（こっかあんぜんほしょうきょく、英語: National Security Secretariat、略称：NSS）である。国家安全保障局は省庁間の総合調整、中長期的な外交・安保の政策立案、緊急時における政策提言、外務省、防衛省、警察庁、公安調査庁、経済産業省、国土交通省、内閣情報調査室などの各省庁と各省庁の情報コミュニティへ情報要求を行い、各省庁は国家安全保障局に対する報告義務を負う。
国家安全保障局長の待遇は国防以外の緊急事態の事態対処の実働を担う内閣危機管理監と同位の大臣政務官級であり、両者は常に連携しながら職務にあたる。任免は内閣総理大臣の申出により、内閣において行う。
2014年（平成26年）1月7日に国家安全保障局が67人体制で発足した。初代局長には外務事務次官、政府代表、内閣官房参与を歴任した谷内正太郎が内閣特別顧問と兼任する形で就任した。局長の下に防衛省と外務省出身の内閣官房副長官補が兼任する2人の局次長と、同省出身の3人の審議官（うち一人は陸上/海上/航空幕僚監部防衛部長職または統合幕僚監部防衛計画部長等を経た内閣事務官を兼ねた将補級の自衛官）が配置される。発足当時、局内は6班からなり、外務、防衛など各省の「エース級」と呼ばれる専門性の高い職員で構成されている。総括や国家安全保障会議の事務を行う「総括・調整班」、アメリカ合衆国、ヨーロッパ諸国、ASEANなどを担当する「政策第1班」、北東アジアとロシアを担当する「政策第2班」、中東、アフリカ、中南米を担当する「政策第3班」、防衛計画の大綱や国家安全保障戦略など中長期的な安全保障政策を担当する「戦略企画班」、機密情報を扱う関係省庁など政府内での連絡調整を行う「情報班」に分かれている。内閣情報調査室との連携を密にするため情報班の班長は警察庁枠であり内閣情報調査室からの出向者が当てられる。
2020年4月1日、経済安全保障戦略を担当する「経済班」 が新設され7個班体制となり、国家安全保障局は全体で約90人態勢となった。
初代局長である谷内正太郎は、外務事務次官の経歴を持ち、国家安全保障局の外交的役割は外務省と一体化しており、外務省の別動隊のような働きをしているとされる。公的なルートでは接触しづらい相手に接触して、関係構築を行う。
2013年（平成25年）12月の国家安全保障会議（NSC）の創設後、2014年（平成26年）1月にその「実働部隊」である国家安全保障局（NSS）が内閣官房に設置されて以降は、防衛省からの積み上げで決まっていた自衛隊の装備選定や、防衛計画の大綱・中期防衛力整備計画策定の主導権も国家安全保障局に移っており、平成30年度予算で決定したJSM、JASSM-ER、LRASMの3種類の巡航ミサイルの導入や、30大綱と31中期防で決定したいずも型護衛艦の事実上の空母への改修とF-35Bの導入は国家安全保障局が主導したとされる。元航空支援集団司令官の織田邦男元空将は、「スタンド・オフ・ミサイルの導入は（自民党と旧社会党の）55年体制なら絶対無理だった。それを軽々と超えてしまうのは、NSSができたメリットだと思う」と語っている。ほか、防衛省で航空機開発を担当した元航空自衛隊補給本部長の山崎剛美元空将によると、「高速滑空弾」や「極超音速ミサイル」は、「いずれも攻撃的兵器と見なされる可能性が高いとして、机上の研究にとどまっていた」が、平成30年度予算では一転して「高速滑空弾」の研究費が46億円認められ、平成31年度予算案には「極超音速ミサイル」の研究費が64億円盛り込まれた。国家安全保障局幹部は、「総理や官邸の話を聞きながら防衛省が出す選択肢を示して、日本の安保や外交政策の中で、どれがいいかを考えていくだけだ」として官邸主導の装備選定を否定しているが、内情を知る防衛省幹部は、「総理は『敵にやられっぱなしで、日本が守るしかないでは良くない。攻撃的な技術をやった方がいい』という考えだと周囲は受け止めている。NSSで『総理の意』をくんだ議論を重ね、防衛省に提示させた」としている。
国家安全保障局の所在地は、東京都千代田区永田町2丁目4-12（内閣府庁舎別館）。首相官邸の裏に位置するこのビルは、1971年（昭和46年）に建設された民間ビルを政府が買い取った古い施設であり、政府の耐震基準では、人命の安全を確保できるが機能確保が困難となる「3類」と判定されたことから、災害時の危機管理上の問題点が指摘されていた。こうした指摘を受け、政府は国家安全保障局を新庁舎に移転することを決定した。新庁舎建設予定地は、内閣官房や内閣府が入居する中央合同庁舎第8号館の東側（東京都千代田区永田町1丁目4）。

#### 国家安全保障局への幹部自衛官の登用
国家安全保障局（NSS）には軍事専門家として陸海空三自衛隊から13人の幹部自衛官が各班に2人ずつ配置された。NSSへの自衛官の配置は、自衛官の有する専門的な知識や経験を直接、総理と閣僚に伝えて意思決定を円滑化する狙いがあったとされる。陸海空三自衛隊はNSSに30歳代から40歳代のエース級の人材を送り込んだとされ、NSSでの幹部自衛官のトップである内閣審議官には、北大西洋条約機構（NATO）の本部が置かれているベルギーの防衛駐在官や、自衛隊で軍事情報の分析に当たる情報本部の情報官を歴任した長島純空将補が任命された。
長年、防衛省内局の背広組（文官）による文官優位体制（文官統制）により前面に出てこれなかった自衛隊の制服組が、国家安全保障会議（NSC）の事務局であるNSSの一角を占めて、政策決定に深く関与するようになったのは重大な変化であり、NSSの軍事的な側面を重視する安倍晋三総理の意向や、冷戦後に自衛隊が海外派遣や対米協力の拡大により「存在重視から運用重視」へと転換してきたことも影響しているとされる。また、NSSの主導権を握っている外務省は自衛隊の制服組と強い繋がりを持っており、冷戦の終結前後から幹部自衛官が20人から30人の規模で「事務官」として外務省に出向して、外務官僚と深い人間関係を築いてきた。こうした積み重ねがNSSでの制服組の台頭として具現化したという。

#### 歴代国家安全保障局長
| 代数 | 肖像                            | 氏名       | 在任期間             | 前職                          | 後職                               | 備考             |
| ---- | ------------------------------- | ---------- | -------------------- | ----------------------------- | ---------------------------------- | ---------------- |
| 1    | 初代国家安全保障局長 谷内正太郎 | 谷内正太郎 | 2014.1.7 - 2019.9.13 | 内閣官房参与（2014.1.6退職）  |                                    | 内閣特別顧問兼任 |
| 2    | 2代目国家安全保障局長 北村滋    | 北村滋     | 2019.9.13 - 2021.7.7 | 内閣情報官（2019.9.11退職）   |                                    | 内閣特別顧問兼任 |
| 3    | 3代目国家安全保障局長 秋葉剛男  | 秋葉剛男   | 2021.7.7 - 2024.1.20 | 外務事務次官（2021.6.22退職） | 内閣特別顧問（保障局長時より継続） | 内閣特別顧問兼任 |
| 4    | 4代目国家安全保障局長 岡野正敬  | 岡野正敬   | 2024.1.20 -          | 外務事務次官（2025.1.17退職） |                                    | 内閣特別顧問兼任 |

##### 初代国家安全保障局幹部
- 局次長（内閣官房副長官補）
  - 兼原信克（外務省、1981年）国際法局長、日米安保条約課長
  - 髙見澤將林（防衛省、1978年）防衛政策局長、防衛政策課長
- 審議官
  - 山崎和之（外務省、1983年）首相秘書官（麻生）、北米1課長
  - 武藤義哉（防衛省、1983年）官房審議官、国際企画課長
  - 長島純（兼 空将補）（航空自衛隊、1985年）航空幕僚監部防衛部長、装備体系課長
- 参事官（班長）
  - 総括・調整班（19人、増田和夫班長、防衛省）
  - 政策第1班（8人、鯰博行班長、外務省）
  - 政策第2班（8人、船越健裕班長、外務省）
  - 政策第3班（7人、伊藤茂樹班長、防衛省）
  - 戦略企画班（8人、赤瀬正洋班長、防衛省）
  - 情報班（11人、白井利明班長、警察庁）

※ 経済班（20人、高村泰夫班長、財務省）2020年4月1日新設

#### 国家安全保障参与
- 空席

#### 顧問会議
有識者の知見等を参考にするため、国家安全保障局長が国家安全保障に関連する各分野における有識者を特別顧問・顧問として迎え、顧問会議を開催する。第1回会合は2014年6月18日に開かれた。メンバーは、特別顧問に財界人と自衛隊の統合幕僚長経験者、顧問に陸・海・空三自衛隊の将官経験者や、大学教授の合計13人で構成される。
- 三村明夫 - 日本製鉄株式会社社友名誉会長・日本商工会議所会頭（特別顧問）
- 折木良一 - 元統合幕僚長（特別顧問）
- 山内昌之 - 明治大学特任教授、東京大学名誉教授（座長）
- 恒川惠市 - 政策研究大学院大学特別教授（座長代理）
- 池田徳宏 - 富士通株式会社特機システム事業本部シニアアドバイザー（元・海上自衛隊呉地方総監）
- 岡部俊哉 - 日本電気株式会社顧問（元・陸上幕僚長）
- 君塚直隆 - 関東学院大学国際文化学部教授
- 久保文明 - 東京大学法学部教授
- 小城真一 - 日本電気株式会社顧問（元・航空自衛隊航空支援集団司令官）
- 神保謙 - 慶應義塾大学総合政策学部教授
- 田所昌幸 - 慶應義塾大学法学部教授
- 廣瀬陽子 - 慶應義塾大学総合政策学部教授
- 道下徳成 - 政策研究大学院大学教授

### 国家安全保障担当内閣総理大臣補佐官
内閣総理大臣補佐官の中から国家安全保障担当を指定する。国家安全保障担当総理補佐官は安全保障に関して総理を直接補佐するほか、会議にも出席して意見を述べる。

#### 歴代国家安全保障担当総理補佐官
| 代数 | 氏名       | 在任期間              | 前職                                                                 | 後職                                       | 備考                          |
| ---- | ---------- | --------------------- | -------------------------------------------------------------------- | ------------------------------------------ | ----------------------------- |
| 1    | 礒崎陽輔   | 2014.1.7 - 2015.10.7  | 内閣総理大臣補佐官（国家安全保障会議及び選挙制度担当、2014.1.6まで） | 参議院行政監視委員長                       | 参議院議員                    |
| 2    | 柴山昌彦   | 2015.10.7 - 2017.8.3  | 自由民主党情報調査局長、自由民主党財務金融部会長                     | 自由民主党筆頭副幹事長、総裁特別補佐       | 衆議院議員                    |
| 3    | 薗浦健太郎 | 2017.8.3 - 2019.9.11  | 外務副大臣                                                           | 自由民主党総裁外交特別補佐                 | 衆議院議員                    |
| 4    | 木原稔     | 2019.9.11 - 2021.10.4 | 自由民主党国会対策委員会副委員長                                     | 衆議院議員                                 | 衆議院議員                    |
| 5    | 木原誠二   | 2021.10.4 - 2021.12.3 | 衆議院内閣委員長                                                     | 内閣官房副長官                             | 衆議院議員 内閣官房副長官兼務 |
| 6    | 寺田稔     | 2021.12.3 - 2022.8.10 |                                                                      | 総務大臣                                   | 衆議院議員                    |
| 7    | 岸信夫     | 2022.8.10 - 2023.2.3  | 防衛大臣                                                             |                                            | 衆議院議員                    |
| 8    | 木原誠二   | 2023.2.3 - 2023.9.13  | 内閣官房副長官                                                       | 自由民主党幹事長代理兼政務調査会長特別補佐 | 衆議院議員 内閣官房副長官兼務 |
| 9    | 石原宏高   | 2023.9.13 - 2024.10.1 |                                                                      |                                            | 衆議院議員                    |
| 10   | 長島昭久   | 2024.10.1 -           | 自由民主党政務調査会副会長                                           |                                            | 衆議院議員                    |

## 設立の経緯

### 第1次安倍内閣による創設の試み
2006年、第1次安倍内閣の行政改革として、既存の安全保障会議（#国防会議および安全保障会議を参照）に替えて国家安全保障会議（日本版NSC）を創設することが提唱された。
このたたき台として、国家安全保障に関する官邸機能強化会議が時の内閣総理大臣・安倍晋三を議長として発足した。議長代理には、小池百合子首相補佐官（国家安全保障問題担当）が、議員には塩崎恭久内閣官房長官のほか、岡崎久彦元駐タイ大使、小川和久、森本敏拓殖大教授、柳井俊二前駐米大使、北岡伸一東大教授、佐々淳行元内閣安全保障室長、佐藤謙元防衛事務次官、塩川正十郎元官房長官、先崎一前統合幕僚長が任命された。
会議は2007年2月をめどとして2週間に1回の会議を設けて議論を行っていく予定で進められ、安倍内閣は第166回国会で、安全保障会議設置法等の一部を改正する法律案（安保会議設置法改正案）を衆議院に提出した。この改正案は、「安全保障会議」の名称を「国家安全保障会議」に改め、形骸化している審議事項を国家安全保障に関する事項にまで拡充し、同会議に専門会議を置くことができるようにし、同会議に事務局を設置すること等を内容としていた。

### 福田康夫内閣による創設断念
しかし、第168回国会が召集されてから2週間で安倍晋三が潰瘍性大腸炎で総理大臣を辞任。後継の総理に国家観が異なる福田康夫が首相に就任したことや、民主党などの野党が参議院で過半数を制していることにより法案の成立の見込みは不透明となり、結局、2007年12月24日、福田康夫内閣は「現存の安全保障会議で充分機能する」として、国家安全保障会議の創設を断念し構想自体を白紙とする方針を決めた。今後は政府の既存組織を活用して機能強化を目指すとされた。安保会議設置法改正案は審議未了により廃案となった。
一方、自由民主党の防衛省改革小委員会（浜田靖一委員長）は、国家安全保障会議（日本版NSC）の創設を提言し続け、自民党の防衛大綱提言にも日本版NSC創設が明記された。

### 民主党政権
第45回衆議院議員総選挙で自民党が大敗、2009年9月に民主党に政権交代をした。民主党は、2010年11月24日に党の外交防衛調査会が発表した「「防衛計画の大綱」見直しに関する提言」の中で国家安全保障室（NSO）創設を提言し、その後も外交防衛調査会において国家安全保障会議（日本版NSC）創設を提言したが、設立に向けた具体的な動きはなかった。

### 第2次安倍内閣による創設
政権交代を賭けた2012年の第46回衆議院議員総選挙において、自民党は政権公約に「官邸の司令塔機能を強化するため、「国家安全保障会議」を設置します。」と盛り込んでいた。自民党の大勝の結果発足した第2次安倍内閣下では、2013年1月に発生したアルジェリア人質事件において、アルジェリア軍が行った作戦や邦人の安否確認などの情報収集が困難を極めたことをきっかけに、再び日本版NSC設置の機運が高まった。そこで2013年2月14日に国家安全保障会議の創設に関する有識者会議を立ち上げ、15日に第一回会合を開催した。
2013年6月7日、安倍内閣は国家安全保障会議を創設するための関連法案（安全保障会議設置法等の一部を改正する法律案）を閣議決定した。
そして、同年秋の第185回国会に法案が提出され、自民党、公明党、民主党、みんなの党、日本維新の会などの賛成により、同年11月27日の参議院本会議にて成立した。これに伴い、同年12月4日に安全保障会議設置法が改正され（法律の表題も「国家安全保障会議設置法」に変更）、安全保障会議が国家安全保障会議に再編され、翌2014年1月7日には国家安全保障会議の事務局である国家安全保障局が発足した。

## 国防会議および安全保障会議

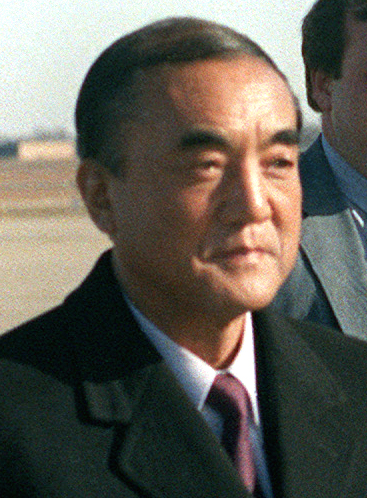
初代安全保障会議議長 中曾根康弘

この節では、国家安全保障会議の前身である国防会議と安全保障会議について述べる。

### 歴史
- 1954年（昭和29年）7月1日：内閣に国防会議を設置することを規定した防衛庁設置法が施行される。ただし、第43条において「国防会議の構成その他国防会議に関し必要な事項は、別に法律で定める。」とされ、即時には発足しなかった。
- 1956年（昭和31年）7月2日：「国防会議の構成等に関する法律」が施行され、内閣に国防会議が実際に設置される。併せて総理府に国防会議事務局を設置。
- 1957年（昭和32年）8月1日：内閣の国防会議とは別に総理府に設置されていた国防会議事務局が、内閣法等の一部を改正する法律（昭和32年法律第158号）により、国防会議直属の事務局へ移管される。
- 1986年（昭和61年）7月1日：国防会議が廃止され、安全保障会議設置法（昭和61年法律第71号）に基づいて安全保障会議が設置される。
- 2007年（平成19年）：安全保障会議を国家安全保障会議に再編する安全保障会議設置法改正案が提出されるが、翌年に審議未了により廃案になる。

### 安全保障会議の構成
構成は国家安全保障会議の9大臣会議と同じである。
- 議長：内閣総理大臣

※議長は、必要があると認めるときは、その他の国務大臣を、議案を限って、議員として、臨時に会議に参加させることができた。また、統合幕僚長などの自衛隊関係者を会議に出席させ意見を述べさせることができる。これは会議の議員としてではなく、あくまで関係者としての陪席であり、採決など会議の意志決定には参加できなかった。
- 議員：内閣法第九条の第一順位指定大臣（副総理）、総務大臣、外務大臣、財務大臣、経済産業大臣、国土交通大臣、防衛大臣、内閣官房長官、国家公安委員会委員長
- 幹事：議長・議員を補佐する者として設置されていた。非常勤で、定数は10人以内。関係行政機関の職員のうちから、内閣が任命した。

### 安全保障会議の事態対処専門委員会
委員の構成に相違はあるが、事態対処専門委員会の存在は国家安全保障会議に引き継がれた。
- 委員長：内閣官房長官
- 委員：内閣官房および関係行政機関の職員のうちから、内閣総理大臣が任命

参考までに2003年安全保障会議設置法改正時点での委員は、内閣官房副長官（政務、事務）、内閣危機管理監、内閣官房副長官補、内閣情報官、総務審議官、消防庁長官、法務省入国管理局長、外務省外交政策局長、財務官、財務省関税局長、経済産業省貿易経済協力局長、資源エネルギー庁長官、国土交通審議官、海上保安庁長官、警察庁次長、防衛庁防衛局長、統合幕僚会議議長

### 安全保障会議の事務局
安全保障会議の事務は、内閣官房（安全保障担当内閣官房副長官補）において処理した。

## 2019年コロナウイルスの流行に伴う緊急事態大臣会合の開催
2019年コロナウイルスの流行に伴い2020年1月31日より緊急事態大臣会合が複数回開催されている。

## 防衛3文書の決定
2022年（令和4年）12月16日、国家安全保障会議及び閣議において国家安全保障に関する基本方針である「国家安全保障戦略」「国家防衛戦略（旧防衛大綱）」「防衛力整備計画（旧中期防衛力整備計画）」を決定した。